# Wahlberg-Epaulettenflughund
Der Wahlberg-Epaulettenflughund (Epomophorus wahlbergi), auch Wahlbergs’ Epaulettenflughund genannt, ist ein Flughund der Gattung Epomophorus, der im südlichen Afrika verbreitet ist.

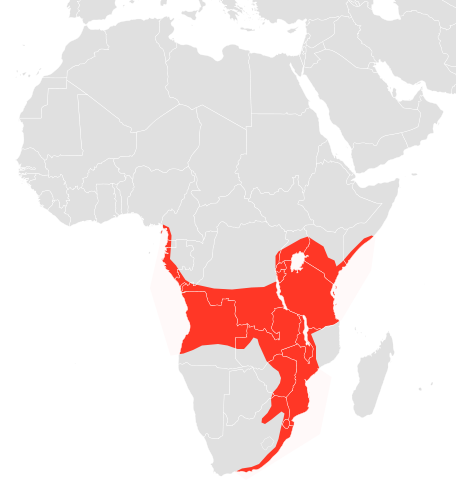
Verbreitungsgebiet des Wahlberg-Epaulettenflughunds

## Beschreibung
Der Wahlberg-Epaulettenflughund ist mit einem Gewicht von 54 bis 125 g und einer Flügelspannweite von 51 bis 60 cm ein mittelgroßer Flughund. Die Männchen besitzen die für Epaulettenflughunde typischen Haarbüschel an den Schultern, wo sich auch sackähnliche Drüsen befinden. Das Fell ist bis auf zwei weißlich-gelbe Flecken an den Ohransätzen braun.
Der Wahlberg-Epaulettenflughund sieht seiner Schwesterart Epomophorus crypturus sehr ähnlich, wobei sich auch ihre Verbreitungsgebiete teilweise überlappen. Zu unterscheiden sind die beiden Arten nur aufgrund der Zahnmorphologie.

## Lebensweise
Wahlberg-Epaulettenflughunde sind in Savanne und Waldland anzutreffen. Sie kommen sowohl in trockenen Regionen mit lediglich 250 mm Niederschlag pro Jahr aus als auch in feuchteren Gebieten mit einer durchschnittlichen Regenmenge von 700 mm. Tagsüber hängen Wahlberg-Epaulettenflughunde in Gruppen von bis zu 100 Tieren in Bäumen mit dichtem Blattwerk. In denselben Bäumen sind manchmal auch andere Epaulettenflughunde anzutreffen, wie zum Beispiel Epomophorus labiatus oder der Gambia-Epaulettenflughund. In der Dämmerung suchen die Weibchen bis zu 4 km von ihrem Schlafplatz entfernt nach Futter, während sich die Männchen lediglich maximal 500 m von ihrem Schlafbaum entfernt auf Futtersuche begeben.

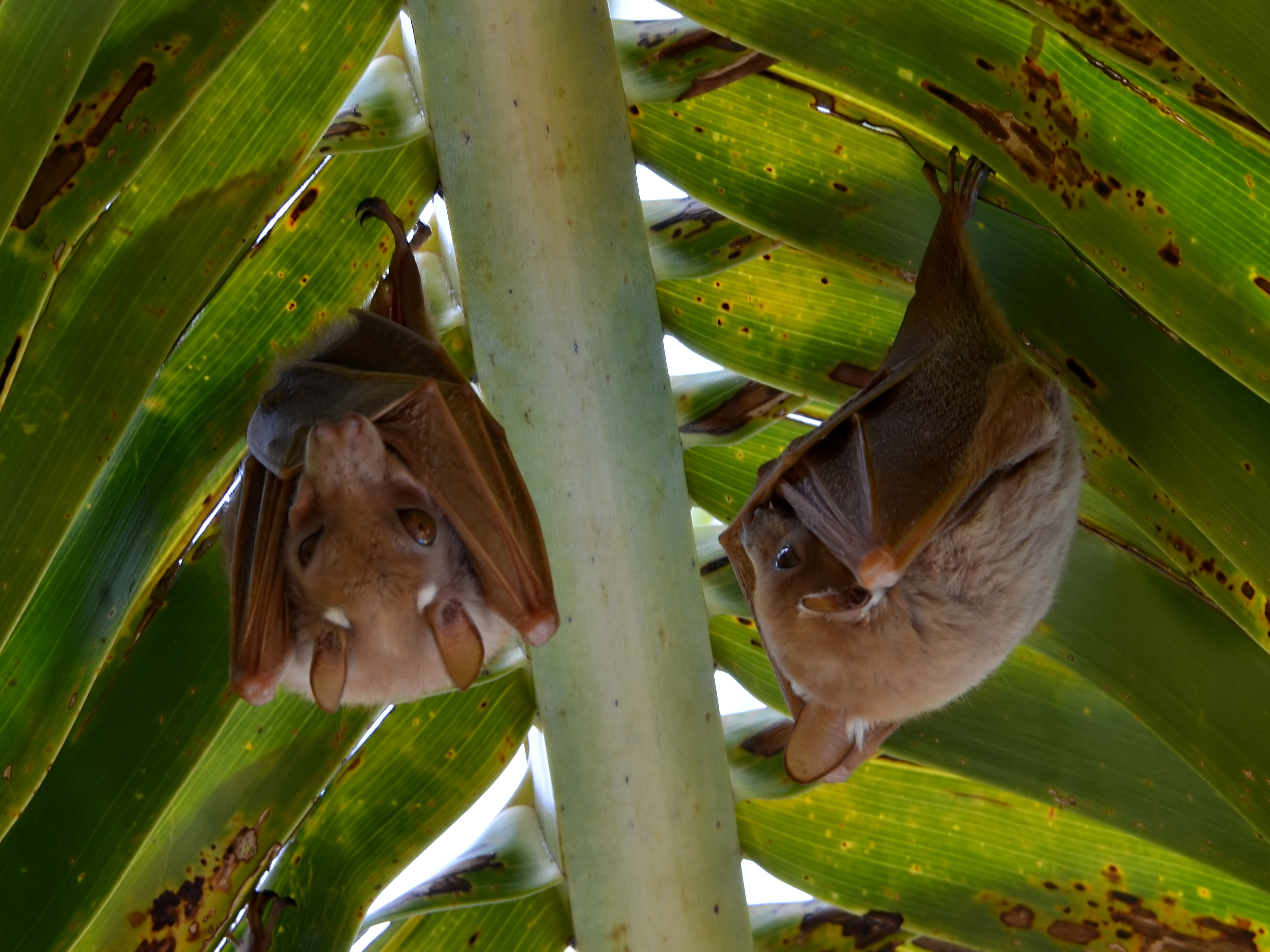
Zwei Wahlberg-Epaulettenflughunde schlafend unter einem Palmwedel

Die Nahrung der Wahlberg-Epaulettenflughunde besteht hauptsächlich aus Feigen, aber auch aus Dattelpflaumen und Guaven. Dabei wird die Frucht gepflückt und zu einem Fressplatz getragen, wo die Tiere den Saft trinken, die Schale und die Kerne jedoch fallen lassen. Dies macht den Wahlberg-Epaulettenflughund zu einem wichtigen Samenverbreiter. Zusätzlich frisst diese Art die Blätter zweier Balanites-Arten und trinkt den Nektar verschiedener großer Blüten wie die des Affenbrotbaumes, wobei sie die Funktion eines Bestäubers übernimmt.

## Fortpflanzung
Weibliche Wahlberg-Epaulettenflughunde sind saisonal polyöstrisch und können somit zweimal pro Jahr Junge zur Welt bringen. Dabei wird das erste Jungtier in der Regel im Februar oder März geboren, währenddem die Geburt des zweiten Jungtieres zwischen Oktober und Dezember stattfindet. Der Wurf besteht jeweils aus einem bis zwei Jungen. 
Die Geburt des ersten Wurfs findet in der Regenzeit mit dem maximalen Angebot an Früchten statt, jedoch fällt die zweite Geburt in die Trockenzeit. Man geht davon aus, dass die Weibchen den Zeitpunkt der ersten Geburt so steuern, dass sie in die Zeit mit dem höchsten Nahrungsangebot fällt. Mit einer Tragezeit von 5 bis 6 Monaten ist es ihnen jedoch nicht möglich, während der Regenzeit ein zweites Mal zu gebären.
Die Jungtiere werden 6 Monate gesäugt und erreichen mit einem Alter von 15 Monaten das Gewicht eines ausgewachsenen Tieres. Weibchen können bereits in der zweiten Paarungszeit nach ihrer Geburt trächtig werden, während Männchen erst in der dritten Paarungszeit sexuell aktiv sind.

## Verbreitung und Lebensraum
Der Wahlberg-Epaulettenflughund kommt von Uganda und Somalia bis Angola und Südafrika vor sowie entlang der Atlantikküste bis Gabun. Ihr Bestand wird von der IUCN dank der weiten Verbreitung als ungefährdet eingestuft.